# Phönix C.I
Il Phönix C.I fu un aereo da ricognizione biposto, monomotore e biplano, sviluppato dall'azienda austro-ungarica Phönix Flugzeugwerke AG negli anni dieci del XX secolo e prodotto, oltre che dalla stessa, su licenza dalla Ungarische Lloyd Flugzeug- und Motorenfabrik AG (Magyar Lloyd Repülőgép és motorgyár Részvény-Társaság).
Derivato dal tedesco imperiale Hansa-Brandenburg C.II (KDC), progettato ma non avviato alla produzione, entrò in servizio nei reparti della k.u.k. Luftfahrtruppen, l'aeronautica militare imperiale, nelle ultime fasi della prima guerra mondiale, destinato a vari ruoli ed impiegato, oltre alla sua mansione principale nelle ricognizioni aeree, nel ruolo di aereo da osservazione in cooperazione con l'artiglieria, aereo da caccia e bombardiere leggero.
Secondo una delle controverse tesi sulla morte di Francesco Baracca, fu un aviere a bordo di questo modello che abbatté lo SPAD S.VII dell'asso dell'aviazione italiana.

## Storia del progetto
Le origini del Phönix C.I sono da ricercare nel suo progetto originale elaborato nel 1916 dall'allora direttore dell'ufficio tecnico dell'Hansa-Brandenburg Ernst Heinkel, l'Hansa-Brandenburg KОС, un velivolo che riproponeva lo schema già adottato dal caccia KC, un'impostazione convenzionale con struttura in legno ricoperta da pannelli in compensato per la fusoliera e in tela per le ali, ma con una particolare struttura di collegamento tra l'ala superiore e quella inferiore. Invece di adottare una o più coppie di montanti utilizzò un'insolita struttura realizzata collegando quattro sottostrutture a V realizzate in tubi d'acciaio saldati, collegate tra loro al centro dello spazio tra le due semiali a formare una "stella". Questa soluzione però pur offrendo una maggiore robustezza rispetto ai tiranti in cavetto d'acciaio, aumentava la massa del velivolo al punto da limitare fortemente la velocità di salita.
L'azienda tedesco-imperiale non aveva tuttavia intenzione di avviare lo sviluppo del KОС che comunque attirò l'attenzione dei vertici militari austro-ungarici alla ricerca di nuovi modelli per dotare i propri reparti della kaiserliche und königliche Luftfahrtruppen. A quel punto il progetto venne acquistato per essere prodotto su licenza, tuttavia le due aziende nazionali incaricate di avviarne la produzione in serie rielaborarono entrambe il progetto sviluppandone ciascuna una variante che differivano tra loro per alcune soluzioni tecniche: il Phönix C.I e l'Ufag C.I.
L'ufficio tecnico Phönix preferì adottate una velatura biplano-sesquiplana, ovvero con i piani alari di differente apertura, maggiore in quello superiore, collegandoli tra loro da una doppia coppia di montanti interalari i quali, incernierati assieme sull'estradosso dell'ala inferiore si aprivano verso l'alto a formare una "V".

## Tecnica
Il Phönix C.1 era un velivolo dall'impostazione, per l'epoca, convenzionale: un monomotore in configurazione traente, biposto, biplano e carrello fisso.
La fusoliera, stretta ed a sezione rettangolare, era caratterizzata dalla presenza di due abitacoli aperti in tandem, l'anteriore destinato al pilota ed il posteriore per l'osservatore/mitragliere. Posteriormente terminava in una coda dall'impennaggio monoderiva, dotato di timone "a virgola" e piani orizzontali ricoperti in tela, questi ultimi posizionati all'altezza del vertice superiore della fusoliera.
La velatura era di tipo biplano-sesquiplana a scalamento positivo, con piano alare superiore, l'unico dotato di alettoni, posizionato poco più alto della fusoliera e collegato alla stessa da una coppia di montantini per lato e all'inferiore, lievemente spostato verso la parte posteriore, da una doppia coppia di montanti interalari i quali, incernierati assieme sull'estradosso dell'ala inferiore si aprivano verso l'alto a formare una "V". Le due superfici erano ulteriormente rinforzate da tiranti in cavetto d'acciaio.
Il carrello d'atterraggio era un semplice biciclo fisso, costituito da un castello tubolare posto sotto la fusoliera dotato di grandi ruote collegate tra loro da un asse rigido montato su supporti elastici, integrato posteriormente da un pattino d'appoggio posizionato sotto la coda.
La propulsione era affidata ad un motore Hiero 6, un 6 cilindri in linea raffreddato ad acqua capace di erogare una potenza pari a 230 PS (169 kW), abbinato ad un'elica bipala in legno a passo fisso.
L'armamento era costituito da una o due mitragliatrici Schwarzlose MG M.07/12 calibro 8 mm, una opzionale posizionata in caccia a disposizione del pilota, rivolta in avanti e sparante attraverso il disco dell'elica grazie ad un dispositivo di sincronizzazione, e la seconda, brandeggiabile e montata su un anello a corona, rivolta verso la parte posteriore, azionabile dal secondo membro dell'equipaggio. Per le missioni di bombardamento era inoltre fornito di un carico massimo di 50 kg in bombe da caduta, o 4 da 12 kg o 2 da 25 kg.

## Impiego operativo
Al 15 ottobre 1918 erano in linea i seguenti esemplari: 2 nella Flik 12, 1 nella Flik 58/D di Beano (Codroipo), 1 nella Flik 62D ed 1 nella Flik 11 di San Pietro in Campo dell'Aeroporto di Belluno.

## Utilizzatori
Austria-Ungheria
- k.u.k. Luftfahrtruppen

 Cecoslovacchia
- Československá armáda (periodo postbellico)

 Jugoslavia
- Jugoslovensko kraljevsko ratno vazduhoplovstvo i pomorska avijacija (periodo postbellico)

 Romania
- Aeronautica Regală Românã (periodo postbellico)

 Svezia
- Flygkompaniet

 Ungheria
- Vörös Légjárócsapat (periodo postbellico)